# NES Remix

NES Remix, in Giappone nota come Famicom Remix (ファミコンリミックス?, Famikon Rimikkusu), è una serie di raccolte di videogiochi per Wii U, sviluppata da Nintendo. Il primo e omonimo gioco è stato annunciato e pubblicato contemporaneamente il 18 dicembre 2013 sul Nintendo eShop dopo una presentazione del Nintendo Direct. Un secondo gioco, NES Remix 2, è stato pubblicato il 25 aprile 2014. Un'edizione venduta in copia fisica costituita da entrambi i giochi, intitolata NES Remix Pack, è stata pubblicata il 24 aprile 2014 in Giappone e il 5 dicembre in Nord America. Un altro titolo, Ultimate NES Remix per Nintendo 3DS, è stato distribuito il 7-8 novembre 2014 in Europa e Australia, il 5 dicembre in Nord America e il 27 agosto 2015 in Giappone.
Il primo gioco della serie, NES Remix, è composto da 16 giochi vintage del Nintendo Entertainment System (NES) con un totale di 204 sfide; il secondo gioco, NES Remix 2, presenta 12 giochi per NES aggiuntivi con ulteriori 169 sfide. Composte principalmente da estratti vintage di giochi, queste raccolte presentano anche categorie speciali di livelli remix che presentano sfide uniche non possibili nei giochi originali. L'acquisto di NES Remix e NES Remix 2 sbloccherà la modalità Campionato in quest'ultimo, con un nuovo sistema di classifiche online.

## Modalità di gioco

### Giochi

#### NES Remix
- Balloon Fight
- Baseball
- Clu Clu Land
- Donkey Kong
- Donkey Kong Jr.
- Donkey Kong 3
- Excitebike
- Golf
- Ice Climber
- Mario Bros.
- Pinball
- Super Mario Bros.
- Tennis
- The Legend of Zelda
- Urban Champion
- Wrecking Crew

#### NES Remix 2
- Dr. Mario
- Ice Hockey
- Kid Icarus
- Kirby's Adventure
- Metroid
- NES Open Tournament Golf
- Punch-Out!!
- Super Mario Bros.: The Lost Levels
- Super Mario Bros. 2
- Super Mario Bros. 3
- Wario's Woods
- Zelda II: The Adventure of Link

#### Ultimate NES Remix
- Balloon Fight
- Donkey Kong
- Donkey Kong Jr.
- Dr. Mario
- Excitebike
- Kid Icarus
- Kirby's Adventure
- Mario Bros.
- Metroid
- Punch-Out!!
- Super Mario Bros.
- Super Mario Bros.: The Lost Levels
- Super Mario Bros. 2
- Super Mario Bros. 3
- The Legend of Zelda
- Zelda II: The Adventure of Link